# Martin Söhle
Martin Söhle (* 28. Januar 1832 in Hamburg; † 8. April 1904 ebenda) war ein deutscher Notar und Bankier.

## Familie
Martin Söhle entstammte einer Hamburger Kaufmanns- und Bankiersfamilie. Seine Eltern waren Johann Christian Söhle und Auguste geborene Haller. Sein Großvater mütterlicherseits war Martin Joseph Haller, der Gründer des Bankhauses Haller, Söhle & Co. Der Hamburger Senator und Bürgermeister Nicolaus Ferdinand Haller war sein Onkel. Der Architekt Martin Haller war sein Vetter.

## Leben
Martin Söhle studierte an den Universitäten Heidelberg und Göttingen Rechtswissenschaften. 1852 wurde er Mitglied des Corps Guestphalia Heidelberg. Im Wintersemester 1853/1854 schloss er sich dem Corps Saxonia Göttingen an. Nach der Promotion zum Dr. jur. und Erlangung der erforderlichen juristischen Qualifikation wurde er am 2. Februar 1857 in Hamburg als Advokat zugelassen. Im selben Jahr wurde er vorübergehend als Hilfsnotar berufen, bevor er am 20. Dezember 1858 endgültig zum Notar ernannt wurde. Nach dem Tod seines Vaters gab er seine Notarstätigkeit 1874 auf und trat in die Leitung des Bankhauses Haller, Söhle & Co. ein. Er war weiterhin Aufsichtsratsvorsitzender der Wechslerbank, die später in der Magdeburger Privatbank aufging.
Von 1877 bis 1880 war Martin Söhle Mitglied der Hamburgischen Bürgerschaft. 1859 gehörte er zu den Gründern des Academischen Clubs zu Hamburg. Seine Gemäldesammlung, bestehend aus 229 Werken, wurde nach seinem Tod 1907 versteigert.